# L'Internationale
Internacionala (franc. L'Internationale) je najpoznatija radnička, socijalistička, komunistička i anarhistička pjesma i jedna od najprepoznatljivijih pjesama na svijetu. Originalne riječi (na francuskom) napisao je 1871. godine Eugène Pottier (1816. – 1887., član Pariške Komune). Pierre De Geyter (1848. – 1932.) uglazbio je pjesmu 1888. (originalno je trebala biti pjevana na glazbu Marseljeze).
Internacionala je postala himna međunarodnog revolucionarnog socijalizma i prevedena je na mnoge jezike. U mnogim europskim zemljama pjesma je početkom 20. stoljeća bila zabranjivana zbog stihova koji potiču na rušenje vlasti. Tradicionalno se pjeva sa stisnutom desnom šakom podignutom uz sljepoočnicu.
Ruska verzija Internacionale služila je kao himna Sovjetskog Saveza od 1917. do 1944. kad je zamijenjena Himnom Sovjetskog Saveza i postala je partijska himna KPSS. Prvu rusku verziju preveo je Arkadij Jakovljevič Koc 1902. godine i sastojala se od 3 kitice i refrena. Kasnije je proširena i ponovo prepjevana. Internacionalu pjevaju ne samo komunisti nego (u mnogim zemljama) i socijalisti ili socijaldemokrati. Pjevana je i za vrijeme studentskih i radničkih prosvjeda 1989. godine na trgu Tiananmen. Narodna Republika Kina je 6. lipnja 2003. zabranila izvođenje Internacionale na sastancima partije na svim razinama.
Glazba Internacionale je u Francuskoj zaštićena patentom, iako se ta činjenica naširoko ignorira od organizatora ljevičarskih sastanaka.

## Tekst
Napomena: znakovi |: i :| simboliziraju početak i kraj ponavljanja, a izvedeni su iz glazbenog znaka za ponavljanje - repeticije. Stihovi između tih znakova mogli bi se označiti i kao pripjev (refren) koji se ponavlja dvaput.
Milan Bogdanović (1892. – 1964.) je autor prijevod s francuskog.
| Francuski stihovi | Hrvatski prijevod |
| L'INTERNACIONALE Couplet 1 Debout, les damnés de la terre Debout, les forçats de la faim La raison tonne en son cratère C'est l'éruption de la fin Du passé faisons table rase Foules, esclaves, debout, debout Le monde va changer de base Nous ne sommes rien, soyons tout \|: C'est la lutte finale Groupons-nous, et demain L'Internationale Sera le genre humain :\| Couplet 2 Il n'est pas de sauveurs suprêmes Ni Dieu, ni César, ni tribun Producteurs, sauvons-nous nous-mêmes Décrétons le salut commun Pour que le voleur rende gorge Pour tirer l'esprit du cachot Soufflons nous-mêmes notre forge Battons le fer quand il est chaud \|: C'est la lutte finale Groupons-nous, et demain L'Internationale Sera le genre humain :\| Couplet 3 L'état comprime et la loi triche L'impôt saigne le malheureux Nul devoir ne s'impose au riche Le droit du pauvre est un mot creux C'est assez, languir en tutelle L'égalité veut d'autres lois Pas de droits sans devoirs dit-elle Egaux, pas de devoirs sans droits \|: C'est la lutte finale Groupons-nous, et demain L'Internationale Sera le genre humain :\| Couplet 4 Hideux dans leur apothéose Les rois de la mine et du rail Ont-ils jamais fait autre chose Que dévaliser le travail Dans les coffres-forts de la bande Ce qu'il a créé s'est fondu En décrétant qu'on le lui rende Le peuple ne veut que son dû. \|: C'est la lutte finale Groupons-nous, et demain L'Internationale Sera le genre humain :\| Couplet 5 Les rois nous saoulaient de fumées Paix entre nous, guerre aux tyrans Appliquons la grève aux armées Crosse en l'air, et rompons les rangs S'ils s'obstinent, ces cannibales A faire de nous des héros Ils sauront bientôt que nos balles Sont pour nos propres généraux \|: C'est la lutte finale Groupons-nous, et demain L'Internationale Sera le genre humain :\| Couplet 6 Ouvriers, paysans, nous sommes Le grand parti des travailleurs La terre n'appartient qu'aux hommes L'oisif ira loger ailleurs Combien, de nos chairs se repaissent Mais si les corbeaux, les vautours Un de ces matins disparaissent Le soleil brillera toujours. \|: C'est la lutte finale Groupons-nous, et demain L'Internationale Sera le genre humain :\| | INTERNACIONALA Prva kitica (strofa) Ustajte svi na zemlji kleti, Svi sužnji koje mori glad! Nepravdi razum sad se sveti, Tutnji već i selo i grad. Nek tiranstvo sruši naša snaga, Bezbrojno roblje sad ustaj! Nek svijetu starom nema traga, Svoj bijedi sutra bit će kraj! \|: To će biti posljednji i Odlučni teški boj, Internacionala Nek bude ljudski rod! :\| Druga kitica (strofa) Od silnih nama nema dara Krvnici su nam car i bog! Tko trudom sve na svijetu stvara Sam nek zgazi vraga svog. Da nas zlotvor taj više ne davi, I misao da ne guši mrak, Raspirimo oganj u čas pravi, I naš nek kuje čekić jak. \|: To će biti posljednji i Odlučni teški boj, Internacionala Nek bude ljudski rod! :\| Treća kitica (strofa) Naš zakon vlasnika sad štiti, u ruci silnih krvav mač, Pod njime sirotinja pišti, On joj stvara bijedu i plač. Svi mi bjesmo dosad bespravni, Jednakost nek je sad za nas, U pravu postanimo ravni, I sebi samo dajmo vlast! \|: To će biti posljednji i Odlučni teški boj, Internacionala Nek bude ljudski rod! :\| Četvrta kitica (strofa) U bijesu svome sav je ružan Taj kralja novca gnusni soj, A svima dužan i predužan, Pljačka nam on trud i znoj! Što naš rad nam stvori i osnaži Otmicom tuđ je zalogaj! Al narod od njeg sada traži Da vrati krvav zajam taj! \|: To će biti posljednji i Odlučni teški boj, Internacionala Nek bude ljudski rod! :\| Peta kitica (strofa) Nas varkom lagali su silni, Nek mir je nama, njima boj! A vojska, saveznik obilni, Bit će s nama uz svoga svoj. Osvajački tko u rat poziva Da narod drugom bude rob, Nek znade: naša puška živa I njemu sprema crni grob! \|: To će biti posljednji i Odlučni teški boj, Internacionala Nek bude ljudski rod! :\| Šesta kitica (strofa) Svud radnik i seljak se budi, Visoko nose crven stijeg, A širom zemlje radni ljudi Silnika će nagnat' u bijeg. Što nam krv su vjekovima pile Tih crnih ptica skrš'mo let! Kad s lica zemlje sve iščile, Pod suncem nek zablista svijet! \|: To će biti posljednji i Odlučni teški boj, Internacionala Nek bude ljudski rod! :\| |

## Vanjske poveznice
- L'Internationale na antiwar songs.net